# Хасан Кабзе
Хасан Кабзе (тур. Hasan Kabze, нар. 26 травня 1982, Анкара) — турецький футболіст, що грав на позиції нападника.
Виступав, зокрема, за клуби «Галатасарай» та «Рубін», а також національну збірну Туреччини.
Володар Кубка Туреччини. Чемпіон Туреччини. Дворазовий чемпіон Росії. Володар Суперкубка Росії. Чемпіон Франції.

## Клубна кар'єра
Народився 26 травня 1982 року в місті Анкара. Вихованець футбольної школи клубу «Буджаспор». Дорослу футбольну кар'єру розпочав 2000 року в основній команді того ж клубу, в якій провів два сезони, взявши участь у 55 матчах чемпіонату. 
Протягом 2002—2005 років захищав кольори команди клубу «Дарданел».
Своєю грою за останню команду привернув увагу представників тренерського штабу клубу «Галатасарай», до складу якого приєднався 2005 року. Відіграв за стамбульську команду наступні два сезони своєї ігрової кар'єри. Більшість часу, проведеного у складі «Галатасарая», був основним гравцем атакувальної ланки команди. За цей час виборов титул чемпіона Туреччини.
У 2007 році уклав контракт з клубом «Рубін», у складі якого провів наступні три роки своєї кар'єри гравця. 
Згодом з 2010 по 2016 рік грав у складі команд клубів «Монпельє», «Ордуспор», «Коньяспор», «Акхісар Беледієспор» та «Сівасспор».
Завершив професійну ігрову кар'єру у клубі «Алтинорду», за команду якого виступав протягом 2017 року.

## Виступи за збірні
У 2000 році дебютував у складі юнацької збірної Туреччини, взяв участь у 4 іграх на юнацькому рівні, відзначившись 2 забитими голами.
Протягом 2005–2008 років залучався до складу молодіжної збірної Туреччини. На молодіжному рівні зіграв у 5 офіційних матчах, забив 2 голи.
У 2006 році залучався до лав національної збірної Туреччини, провивши за неї 7 матчів і забивши 2 голи.

## Титули і досягнення
- Володар Кубка Туреччини (1):

«Галатасарай»: 2004-2005
- Чемпіон Туреччини (1):

«Галатасарай»: 2005-2006
- Чемпіон Росії (2):

«Рубін»: 2008, 2009
- Володар Суперкубка Росії (1):

«Рубін»: 2010
- Чемпіон Франції (1):

«Монпельє»: 2011-2012